# Alcaraz Norte
Alcaraz Norte é uma junta de governo da Entre Ríos, na Argentina.